# Christian Larièpe
Christian Larièpe, né le 2 août 1959 à Montceau-les-Mines et mort le 2 mai 2023 à Paris, est un footballeur français, devenu entraîneur et dirigeant de football.
Après une carrière de footballeur interrompue à 21 ans, il devient entraîneur. Il occupe tour à tour des postes de direction du centre de formation et de directeur sportif dans plusieurs clubs français et européens, notamment l'AS Saint-Étienne, l'Olympique de Marseille, le FC Nantes et le Dynamo Moscou.

## Biographie
D'abord joueur, il doit arrêter sa carrière pour cause d'une grave blessure alors qu'il est jeune et joue à Montceau-les-Mines qui évolue alors dans l'équivalent du  championnat de national.
Avant d'arriver à Nantes, Christian Lariepe est responsable de l'équipe réserve de l'Olympique de Marseille durant quinze mois avant d'être remplacé par Michel Flos à cause de résultats insuffisants. Il officie également en tant que recruteur dans l'effectif marseillais.
Avant Marseille, il avait déjà officié dans les équipes de Louhans-Cuiseaux pendant sept ans, où il commence sa carrière de formateur, puis de Saint-Etienne en tant que directeur du centre de formation puis responsable de l'équipe réserve durant neuf ans entre 1991 et 2000.
Il est directeur sportif, manager général du club du FC Lausanne-Sport de 2000 à 2001 un an avant la relégation financière qui est suivie par la faillite dudit club, il travaille déjà alors avec l'actuel président du FC Nantes, Waldemar Kita, président du FC Lausanne. Il fonde avec lui le centre de formation du club.
Après l'aventure suisse qui se termine par la faillite du FC Lausanne, il retourne à l'ASSE en tant que directeur sportif pendant un an jusqu'en 2002 et son recrutement par l'Olympique de Marseille.
Il a été entraîneur par intérim du FC Nantes après le limogeage de Michel Der Zakarian le 26 août 2008, et avant l'arrivée d'Élie Baup. Tout comme Pascal Praud il fut membre de la direction du FCN.
Il est brièvement l'entraîneur de l'Entente sportive Uzès Pont du Gard en automne 2013 (3 matchs). Puis il a été embauché en faveur du Dinamo de Moscou.
Il meurt à Paris le 2 mai 2023, à l'âge de 63 ans, victime d'une crise de paludisme après être rentré d'un déplacement au Cameroun.